# Salacija
Salacija (Salacia) starorimska je morska božica. Grčki joj je pandan božica Amfitrita.

## Etimologija
Salacijino ime znači ‘slana’.

## Mitologija
Salacija je bila supruga boga Neptuna, vladara mora te majka boga Tritona. U rimskoj mitologiji Salacija ima malu ulogu, nije štovana, ali se ponekad pojavljuje na fontanama. Njen muž Neptun je vrlo često prikazan u umjetnosti.
Salacija se prikazuje kao lijepa mlada žena, slično Amfitriti, dok se vozi u Neptunovoj kočiji, a posvećen joj je delfin.